# Am Ende eines langen Tages
Am Ende eines langen Tages (Originaltitel The Long Day Closes) ist ein britischer Spielfilm von Terence Davies aus dem Jahr 1992.

## Handlung
Der Film spielt in England zwischen 1955 und 1957 und thematisiert in Erinnerungsmontagen eine langsam endende Kindheit. In Liverpool wächst der zu Beginn des Films elfjährige Bud als jüngstes Kind einer Arbeiterfamilie auf. Sein Vater ist bereits verstorben, seine älteren Geschwister arbeiten bereits und unterstützen so finanziell die verwitwete Mutter. Das Verhältnis zwischen Bud und seiner Familie ist liebevoll, gelegentlich werden in ihrem trist wirkenden Haus Feste mit den Nachbarn und Verwandten gefeiert. Bud verliert sich häufiger in Tagträume sowie in seiner Liebe zum Kino, regelmäßig geht er mit seiner Mutter in die Abendvorstellungen.
Verdüstert wird sein Leben durch seinen Wechsel auf die Sekundarschule, auf der die Lehrer sich wenig um die Schüler kümmern und ein strenges Regiment mit Prügelstrafen bei Ungehorsam führen. Bud wird sich zugleich langsam und still seiner aufkeimenden Homosexualität bewusst, die ihn von den anderen Menschen seiner Umgebung abzugrenzen scheint und ihn in einen Konflikt mit dem strengen Katholizismus seiner Familie bringt. Auf der Sekundarschule wird er zunehmend das Ziel teils brutaler Angriffe durch Mitschüler, auch sein bester Freund Albie lässt ihn dabei im Stich. Bud bleibt die Unterstützung seiner liebevollen Mutter und seine Liebe zum Kino. Am Ende des Films geht Bud durch eine dunkle Tür in dem Keller des Hauses, der Zuschauer bleibt zurück.

## Hintergrund
Terence Davies knüpft mit Am Ende eines langen Tages an seine „Trilogie eines Lebens“ (1976–1983) und seinen Film Entfernte Stimmen – Stilleben (Distant Voices, Still Lives) von 1988 an, in denen er auch bereits autobiografische Elemente seines Lebens verarbeitet hatte. In Entfernte Stimmen – Stilleben hatte Davies seine frühe Kindheit als jüngstes von zehn Kindern einer streng katholischen Familie aus der Arbeiterklasse in Liverpool thematisiert. Verarbeitet wurde in Entfernte Stimmen – Stilleben auch sein dominanter, manchmal gewalttätiger Vater und dessen Tod, in dem Film gespielt von Pete Postlethwaite. Davies sagte über den Verlauf seiner Kindheit:

„Als mein Vater starb, begannen wir zu leben, wir hatten ein richtiges Leben. Unser Haus war wie ein Magnet, besonders für meine Schwestern und deren Freunde an einem Freitagabend. Was für glückliche Freitagabende das waren – ich kann sie immer noch riechen. (...) Ich war sieben und noch in der Grundschule als er starb, und ich verließ die Grundschule mit elf Jahren. Also lebte ich für etwa vier Jahre in äußerter Glücksseligkeit. Ich war die ganze Zeit glücklich. Dann musste ich auf die Sekundarschule gehen, die eine komplette Jungenschule war, und ich wurde für vier Jahre gebullyt und so endete mein kleines Paradies.“

An diesem Punkt knüpft Davies Film Am Ende eines langen Tages an, in dem die Figur des Bud mit dem Besuch der Sekundarschule Brutalität durch Mitschüler und Lehrer erfährt. Der Film thematisiert aber auch die enge, liebevolle Beziehung zu seiner verwitweten Mutter. Davies arbeitete auch hier zum großen Teil mit unbekannten Laiendarstellern, für Hauptdarsteller Leigh McCormick blieb The Long Day Closes beispielsweise sein einziger Film und er soll heute als Feuerwehrmann arbeiten. Mitproduziert wurde der Film vom British Film Institute, Channel Four Films und Film Four International.
The Long Day Closes referenziert zahlreiche Musikstücke, in den 85 Minuten des Filmes kommen mehr als zwei Dutzend Lieder vor, die teilweise in voller Länge gespielt werden, teilweise von den Figuren gesungen werden. Die ausgewählte Musik rangiert von amerikanischen Musical- und Popsongs über klassische Kompositionen bis hin britischen Volksliedern. Das titelgebende The Long Day Closes  ist im Abspann in einer Version der Gesangsgruppe Pro Cantione Antiqua zu hören. Die Lieder sind in ihrer Reihenfolge:
- Luigi Boccherinis 3. Satz aus dem Quintett für zwei Violinen, Viola und zwei Violoncelli E-Dur op. 11/5, G 275
- Alfred Newmans Fanfare der 20th Century Fox
- das Lied Stardust in der Version von Nat King Cole
- das Lied If You Were the Only Girl in the World, komponiert 1916 von Nat Ayer und Clifford Grey
- das Lied At Sundown in der Version von Doris Day aus dem Film Love Me Or Leave Me
- das Volkslied Blow the Wind Southerly in der Version von Kathleen Ferrier
- der The Carousel Waltz aus dem Musical Carousel von Rodgers & Hammerstein
- das irische Volkslied She Moved Through the Fair aus dem frühen 20. Jahrhundert
- George Butterworths Orchesterkomposition A Shropshire Lad
- das englische Weihnachtslied Once in Royal David’s City
- Gustav Mahlers unvollendete 10. Sinfonie in der Bearbeitung von Deryck Cooke
- das Lied The Cokey Cokey des irischen Songschreibers Jimmy Kennedy
- das schottische Volkslied Auld Lang Syne mit dem Text von Robert Burns
- die katholische Hymne Faith of Our Fathers von Frederick William Faber
- das Lied Tantum Erye von den Songschreibern Corinth & Webbe
- das Lied Once in Love with Amy vom Komponisten Frank Loesser aus dem Musical Where's Charley?
- das Lied My Foolish Heart, komponiert 1949 von Victor Young und Ned Washington
- das Lied Me and My Shadow, komponiert 1927 von Al Jolson, Dave Dreyer und Billy Rose
- das schottische Volkslied Ae Fond Kiss (And Then We Sever) nach einem Text von Robert Burns
- das Lied Over the Banister aus dem Musicalfilm Meet Me in St. Louis (1944) mit Judy Garlands Gesang
- das Lied On a Slow Boat to China vom Komponisten Frank Loesser (1948)
- das Lied Civilization (Bongo, Bongo, Bongo) von Bob Hilliard und Carl Sigman (1947)
- das Lied When I Leave the World Behind von Irving Berlin (1915)
- das Lied I Don't Know Why (I Just Do) von Fred Ahlert und Roy Turk (1931)
- das Lied  Oh! You Beautiful Doll von Nat D. Ayer und A. Seymour Brown (1911)
- der Filmsong We're a Couple of Swells aus Osterspaziergang (1948), von Bud und seiner Schwester auf einer Party vorgetragen
- der Filmsong Tammy aus dem gleichnamigen Film (1957) gesungen von Debbie Reynolds
- das Lied "If I Had My Life to Live Over von Moe Jaffe, Larry Vincent und Henry Tobias. Im Film gesungen von Buds Mutter.
- der Choral The Long Day Closes von Henry Chorley und Arthur Sullivan (1868)

Auch Filme werden, zumeist durch Toneinspielungen aus dem Off, referenziert und kommentieren das Leben der Figuren. Darunter sind etwa Der Glanz des Hauses Amberson (1942), Geheimnisvolle Erbschaft (1946), Adel verpflichtet (1949), Ladykillers (1955), Der beste Mann beim Militär (1955) und Karussell (1956). Davies unterstreicht damit wie auch schon in Entfernte Stimmen – Stilleben die Bedeutung des Kinos für sich, seine Familie und vielleicht auch die britische Arbeiterklasse dieser Zeit im Allgemeinen – zugleich kontrastiert er mit den Musicalsongs die eigentlich tristen Lebensumstände von Bud. Wie die Filme der 1940er- und 1950er-Jahre, aber unüblich für die der 1990er-Jahre benennt Am Ende eines langen Tages auch die Mitglieder von Besetzung und Stab schon im Vorspann und nicht erst im Abspann.

## Auszeichnungen
Bei den Internationalen Filmfestspielen von Cannes 1992 wurde The Long Day Closes im Wettbewerb gezeigt und erhielt zehnminütigen Applaus vom Publikum, ging allerdings leer aus. Der Film konnte später den Evening Standard British Film Award für das Beste Drehbuch und die Goldene Ähre beim Semana Internacional de Cine de Valladolid gewinnen.

## Kritik
Am Ende eines langen Tages erhielt ein gutes Presseecho, was sich auch in den Auswertungen US-amerikanischer Aggregatoren widerspiegelt. So erfasst Rotten Tomatoes größtenteils wohlwollende Besprechungen und ordnet den Film dementsprechend als „Frisch“ ein. Metacritic ermittelt aus den vorliegenden Bewertungen „Allgemeines Kritikerlob“.
Der Filmdienst schreibt, Am Ende eines langen Tages sei ein „subjektives Bild- und Tongedicht“, in dem Regisseur Davies Erinnerungen an die eigene Kindheit verwebe: „Losgelöst von einem konkreten sozialen und historischen Hintergrund, verdichtet er sie zur poetischen Beschwörung einer Phase des absoluten Glücksgefühls, dessen Wert er erst in der (gelegentlich nostalgischen) Rückschau erfaßt. Über die persönliche Bestandsaufnahme hinaus ein virtuos inszeniertes Traum- und Erinnerungsspiel, das an die Fantasie und Magie von (Kino-)Bildern und Musik appelliert.“
Michael Hastings vom All Movie Guide schrieb, als „ähnlich impressionisches Erinnerungsstück“ knüpfe The Long Day Closes an seinen Vorgängerfilm Distant Voices, Still Lives. Die eingespielten Lieder und Dialogsequenzen seien dabei so wichtig für das Verstehen des Filmes wie die Bilder selbst. Hastings bemängelt, dass Davies seiner Meinung nach eher Nostalgie anstelle einer „komplexeren, mehr ironischen Art von Erinnerung“ bevorzugt habe.
David Thomson empfiehlt, sich alle autobiografischen Filme von Davies der Reihe nach anzusehen, um einen Eindruck von dessen Aufwachsen zu erhalten. The Long Day Closes sei „nur Bud und Mam und das Kino“ und zeige die langsame Hinwendungs Buds von der katholischen Kirche hin zum Kino. Michael Koresky beschrieb The Long Day Closes als den „vielleicht fröhlichsten Film“ von Davies, in dem er eine Nostalgie und „exquisite Welt“ in seinem Film erschaffe, obwohl die 1950er-Jahre eigentlich für Homosexuelle wie Bud repressiv gewesen seien. Bereits in dem Vorspann mit dem langsam verwelkenden Blumenstrauß würde Davies seine Zuschauer auf genaues Hinsehen in seinem Film sowie die Vergänglichkeit durch Zeit hinweisen.
Der amerikanische Kritiker Armand White schrieb im Magazin The Advocate in einer Kritik, The Long Day Closes sei „der beste Schwulenfilm, der je gemacht wurde“. Davies zeige ein Aufwachsen, in dem sich die Hauptfigur seinem Außenseitertum bewusst werde, sich zu verstehen und mit seiner Umgebung zu verbinden versuche. Die von Debbie Reynolds’ Song Tammy unterlegte Sequenz, in der Schule, Kirche und Kino scheinbar nahtlos ineinander übergehen und die jeweiligen Rituale dieser Orte gezeigt werden, sei einer der „großartigsten Momente in der gesamten Kinogeschichte“.

## Heimkino-Veröffentlichungen
Als deutsche DVD oder Blu-Ray erschien The Long Day Closes noch nicht, er ist aber inzwischen auch international bei der Criterion Collection veröffentlicht worden.